# Półmrok (film 2006)
Półmrok (tytuł oryg. Half Light) – niemiecko-brytyjski thriller z 2006 roku.

## Opis fabuły
Rachel (Moore) jest odnoszącą sukcesy amerykańską autorką kryminałów, mieszka w Londynie ze swoim synem Thomasem i drugim mężem, wydawcą, któremu nie udało się jeszcze opublikować żadnej własnej książki. Pod nieuwagę matki, która jest zbyt zajęta pracą nad swoją najnowszą powieścią, Thomas (Balawi) wychodzi przed dom i przypadkowo tonie w strumyku przepływającym obok. Katastrofa rujnuje małżeństwo Rachel i uniemożliwia jej dokończenie najnowszej powieści.
Kilka miesięcy później, Rachel wciąż obwinia się za śmierć jej syna, nie tylko nie potrafi dokończyć książki, ale jest również o krok od sfinalizowania rozwodu z drugim mężem. Aby dokończyć pisanie i odnaleźć emocjonalny spokój, Rachel przeprowadza się do domku w odludnym miasteczku na szkockim wybrzeżu. Wkrótce jednak po tym zaczyna widzieć ducha swojego zmarłego syna, który w jednym omamie wciąga ją do wody, w innym układa napis z magnesów na lodówce. Mieszkająca w miasteczku kobieta-medium mówi Rachel, że duch jej syna próbuje jej coś powiedzieć, ale reszta mieszkańców ostrzega Rachel, że medium to tylko kobieta z problemami.
Niepokojona myślą, że jej zmarły syn wrócił z grobu, Rachel znajduje ukojenie problemów w romansie z młodym i przystojnym latarnikiem Angusem (Matheson). Czar nagle pryska, gdy Rachel dowiaduje się, że Angus zmarł siedem lat temu w wyniku samobójstwa po zamordowaniu swojej żony i jej kochanka w latarni morskiej. Rachel boi się, że zaczyna tracić zmysły, stara się udowodnić, że jest inaczej i próbuje dowiedzieć się więcej o zabójstwie Angusa i jego samobójczej śmierci. Jednak okazuje się, że artykuły o tragedii zniknęły z lokalnej biblioteki, zaś jej najlepsza przyjaciółka, redaktorka brytyjskiego brukowca, zostaje na oczach Rachel zamordowana przez Angusa w latarni.
W końcu wychodzi na jaw, że jej drugi mąż miał romans z jej przyjaciółką, i że wynajął kogoś, kto wcielił się w rolę Angusa, aby wprowadzić Rachel w stan emocjonalnie niestabilny do tego stopnia, że działania Rachel będą na tyle szalone, że kiedy upozoruje jej zamordowanie na samobójstwo, nikt nie będzie niczego podejrzewał. Tuż przed tym, jak Rachel ma zamiar opuścić miasto, przekonana, że jej zmarły syn próbuje ją ostrzec o grożącym jej niebezpieczeństwie, zostaje odurzona i wrzucona do rzeki. Udaje się jej uwolnić tylko dlatego, że klucze do łańcuchów nagle wpadają za nią do wody. Rachel wypływa na powierzchnię i szukając zemsty, kieruje się w stronę latarni.
Po krótkiej walce w latarni, trzech przestępców zostaje zamordowanych przez Angusa w taki sam sposób, jak siedem lat temu. On też skacze z wieży, jak zrobił prawdziwy Angus. Rachel wyjeżdża z miasta z obietnicą, że dom który wynajmowała (w którym mieszkał kiedyś Colin, kochanek żony Angusa, Katie) pozostanie pusty, tak aby jego duch zaznał wreszcie spokoju, jako że jest to budynek najbliższy latarni – domu Angusa. Rachel wraca do domu, gdzie zmarł jej syn, i postanawia pogodzić się wreszcie z jego śmiercią, zamiast ją opłakiwać.

## Obsada
- Demi Moore jako Rachel Carlson
- Hans Matheson jako Angus
- Henry Ian Cusick jako Brian
- James Cosmo jako Finley
- Joanna Hole jako Mary Murray
- Beans El-Balawi jako Thomas Carson
- Polly Frame jako Szkolna bibliotekarka
- Kate Isitt jako Sharon
- Mickey Wilson jako McMahon
- Therese Bradley jako Morag
- Michael Wilson jako wielebny James McMahon
- Nicholas Gleaves jako dr Robert Freedman